# أومين (هولندا)
أومين  Ommen  هي بلدية ومدينة بمقاطعة أوفرآيسل بهولندا.

## طوبوغرافيا
خريطة طوبوغرافية هولندية لبلدية أومين ، يونيو 2015، (تقرأ بعد ثلاث نقرات على الخريطة).